# Una Peaks
Una Peaks är en bergstopp i Antarktis. Den ligger i Västantarktis. Argentina, Chile och Storbritannien gör anspråk på området. Toppen på Una Peaks är 49 meter över havet.
Terrängen runt Una Peaks är kuperad åt sydväst, men åt nordost är den platt. Havet är nära Una Peaks norrut. Trakten är obefolkad. Det finns inga samhällen i närheten.